# Гідле (гміна)
Гміна Гідле (пол. Gmina Gidle) — сільська гміна у центральній Польщі. Належить до Радомщанського повіту Лодзинського воєводства.
Станом на 31 грудня 2011 у гміні проживало 6406 осіб.

## Площа
Згідно з даними за 2007 рік площа гміни становила 116.32 км², у тому числі:
- орні землі: 59.00%
- ліси: 32.00%

Таким чином, площа гміни становить 8.06% площі повіту.

## Населення
Станом на 31 грудня 2011:
| Опис     | Загалом | Загалом | Чоловіки | Чоловіки | Жінки | Жінки |
| -------- | ------- | ------- | -------- | -------- | ----- | ----- |
| одиниця  | осіб    | %       | осіб     | %        | осіб  | %     |
| все      | 6406    | 100     | 3235     | 50.50    | 3171  | 49.50 |
| міське   | 0       | 100     | 0        |          | 0     |       |
| сільське | 6406    | 100     | 3235     | 50.50    | 3171  | 49.50 |

## Сусідні гміни
Гміна Гідле межує з такими гмінами: Домброва-Зельона, Житно, Кломніце, Кобеле-Вельке, Крушина, Радомсько.